# Ælfhelm di York
Ælfhelm di York (X secolo – 1006) è stato il conte della  Northumbria, l'area che circonda York,dal 994 fino alla sua morte.
Un conte (o earl) era un nobile anziano che governava una provincia (uno shire o un gruppo di shire) per conto del re. Il potere e la ricchezza della famiglia di Ælfhelm provenivano dalla Mercia, un territorio ed ex regno che comprendeva buona parte dell'Inghilterra centrale. Conquistò questo ruolo nonostante fosse uno dei meno favoriti. Ælfhelm appare le prime volte col titolo di dux attorno al 994.
Molte delle successive citazioni di Ælfhelm si riferiscono alle sue firme nelle lettere, anche se una famosa eccezione è il testamento del fratello Wulfric Spot. Secondo una tradizione del XII secolo, nel 1006Ælfhelm fu ucciso ed i suoi figli rapiti da Eadric Streona con l'aiuto di re Etelredo II d'Inghilterra. La figlia di Ælfhelm, Ælfgifu, sposò Canuto I, re d'Inghilterra tra il 1018 ed il 1035, rendendo Ælfhelm nonno del futuro re inglese Aroldo I.

## Origini
Ælfhelm era originario della Mercia, figlio di Wulfrun, ricca nobile che fondò l'abbazia di Burton. Il padre è sconosciuto, ma si pensa che fosse di rango più basso rispetto a Wulfrun dato che Wulfric Spot, fratello di Ælfhelm, viene chiamato "Wulfric figlio di Wulfrun", facendo ipotizzare che il suo status derivi soprattutto dalla madre. Wulfric Spot fondò l'abbazia di Burton, ma si conosce poco della sorella di Ælfhelm, Ælfthryth.
Wulfrun fondò anche il ministero di Santa Maria a Wolverhampton, un insediamento che prese il suo nome ("insediamento del capo di Wulfrun "). Le prime volte che viene citata è in relazione a Tamworth, quando viene citata come unico ostaggio preso quando Amlaíb mac Gofraid, re vichingo-gaelico di Northumbriaconquistò la città nel 940. Si pensa che le sue terre si trovassero soprattutto in Staffordshire, mentre quelle di Wulfric Spot erano in Staffordshire, Derbyshire e nel Warwickshire occidentale.

## Conte di Northumbria meridionale
Ælfhelm inizia a firmare le lettere come dux nel 994. Fu lo storico Simon Keynes a pensare che si trattasse dello stesso "Ælfhelm 15" della Prosopografia dell'Inghilterra anglosassone, il quale si firmava come ministro, ovvero thegn, dal 982 al 990. Esistono anche lettere più antiche, databili al regno di Edgardo d'Inghilterra, ma è impossibile dimostrare che si tratti della stessa persona.
Alcuni storici, tra cui Richard Fletcher, pensano che l'apparente promozione di Ælfhelm avvenuta nel 994 sia dovuta all'attacco scandinavo alla Northumbria del 993. La Cronaca anglosassone dice che nel 993 i Vichinghi invasero la Northumbria saccheggiando Bamburgh, mentre l'Inghilterra meridionale radunava un esercito. Fletcher ipotizzò che il predecessore di Ælfhelm, Thored, il quale scompare dalle cronache in questo periodo, fosse stato rimosso e sostituito da Ælfhelm per scelta di re Etelredo II a causa del fallimento contro gli scandinavi. Un altro storico, William Kapelle, crede che Thored sia stato dimesso perché di discendenza scandinava, teoria che si basa sul contenuto della Cronaca di Worcester e su una parte della Cronaca anglosassone, dove si dice che Fræna, Godwine e Frythegyst fuggirono perché "erano danesi dalla parte del padre ".

## Testamento di Wulfric Spot
Il fratellod i Ælfhelm, Wulfric Spot, lasciò un testamento scritto in antico inglese che fornisce molti dettagli di quello che sappiamo di Ælfhelm. Ad esempio riporta i nomi dei due figli, Wulfheah e Ufegeat. Viene datato tra il 1002 ed il 1004, ed è sopravvissuto all'interno di un manoscritto del XII secolo.
Wulfric concesse le terre "tra il Ribble ed il Mersey, e nella penisola di Wirral" ad Ælfhelm ed al figlio Wulfheah, a condizione che avrebbero pagato ciascuno all'abbazia di Burton 3000 alose l'anno. Wulfric lasciò ad Ælfhelm Rolleston (Staffordshire), Harlaston (Staffordshire) e Conisbrough (Yorkshire), l'ultimo a condizione che desse a Burton un terzo del pesce pescato. Wulfheah ricevette Barlaston (Staffordshire), Marchington (Staffordshire) e Alvaston (Derbyshire), mentre l'altro figlio di Ælfhelm, Ufegeat, ottenne Norton (Derbyshire) "nella speranza che potesse essere un miglior amico e sostenitore del monastero [di Burton]". Ad Ælfhelm veniva chiesto di proteggere l'abbazia di Burton ed i possedimenti della figlia di Wulfric.

## Morte
Poco altro si sa della carriera del conte Ælfhelm prima della sua morte. La notizia della morte e del rapimento dei figli è riportata nella Cronaca anglosassone, che per l'anno 1006 dice: In quest'anno l'arcivescovo Alfrico morì ed il vescovo Ælfheah gli successe alla sede episcopale. Nello stesso anno Wulfgeat fu privata di tutte le proprietà, e Wulfheah e Ufegeat furono rapiti ed il conte Ælfhelm ucciso.
La Cronaca di Worcester, che per questo periodo è una semplice copia della Cronaca anglosassone con alcune informazioni supplementari, fornisce una ricca versione dell'accaduto, attribuendo la morte di Ælfhelm ad Eadric Streona. Questo racconto sembra aver fatto parte di una saga perduta riguardante Eadric Streona, citata da varie fonti dell'XI/XII secolo. Kapelle pensa che l'assassinio di Ælfhelm, operato senza l'approvazione di re Etelredo, fosse il risultato di una dubbia lealtà di fronte alle invasioni scandinave.
Le fonti sembrano affermare che il successore di Ælfhelm sia Uchtred l'Ardito, primo a governare contemporaneamente Northumbria settentrionale e meridionale. Il testo noto come De obsessione Dunelmi ("Dell'assedio di Durham"), afferma che Uhtred prese il potere dopo la sconfitta di un'invasione scozzese.
Oltre ai due figli maschi, Ælfhelm lasciò una figlia, Ælfgifu di Northampton, avuta da una donna di nome Wulfrun; Il riferimento geografico nel nome di Ælfgifu è un'ulteriore prova che Ælfhelm controllava anche territori del Danelaw orientale. Divenne forse più famosa del padre, dato che a un certo punto tra il 1013 ed il 1016 sposò Canuto I, figlio di Sweyn I di Danimarca, futuro re degli inglesi. Suo figlio fu Harold Harefoot, Re d'Inghilterra.